# Ptilium affine
Ptilium affine är en skalbaggsart som beskrevs av Wilhelm Ferdinand Erichson 1845. Ptilium affine ingår i släktet Ptilium, och familjen fjädervingar. Arten är reproducerande i Sverige.